# Station Lisse
Station Lisse is een voormalig Nederlands spoorwegstation in Lisse aan de Oude Lijn Amsterdam - Haarlem - Rotterdam. Het is op 1 januari 1891 geopend. Sinds 17 september 1944, bij het begin van de Spoorwegstaking, wordt het niet meer gebruikt voor de reizigersdienst volgens de dagelijkse dienstregeling. Wel hebben er nog jarenlang speciale treinen gestopt in het bollenseizoen. Het werd begin jaren negentig bedreigd met de slopershamer, maar sinds 1994 is in het oude station een restaurant gevestigd.

## Geschiedenis
De lijn Haarlem-Leiden werd in 1842 aangelegd, maar in 1891 werd een halte Delfweg aangelegd bij het gehucht Halfweg. De naam werd in 1896 gewijzigd in Lisse (code LIS). Pas in 1904-1905 verrees het stationsgebouw iets ten zuiden van de halte Delfweg. Het is een ontwerp van architect D.A.N. Margadant, die aan deze lijn ook de stations Den Haag Hollands Spoor en Haarlem ontwierp. Het is gebouwd in neorenaissancestijl met art-nouveauelementen. De bijbehorende personeelswoning is in het verhoogde middendeel.
Jarenlang is dit station een gelegenheidshalteplaats geweest tijdens de maanden maart tot en met mei tijdens de grote bloemententoonstelling op het landgoed Keukenhof, op een steenworp afstand van het station. In de jaren vijftig en zestig maakte een aantal treinen van de reguliere dienstregeling dan een extra stop in Lisse. Ook reden er tot in de vroege jaren negentig speciale treinen vanuit België (Bebloemingsritten) en Duitsland (Frau Antje Express) naar Lisse. Voor het laatst werd er gestopt tussen 1998 en 1999, toen Lovers Rail tussen Amsterdam en Lisse reed met de Keukenhof Expres.

## Huidig gebruik

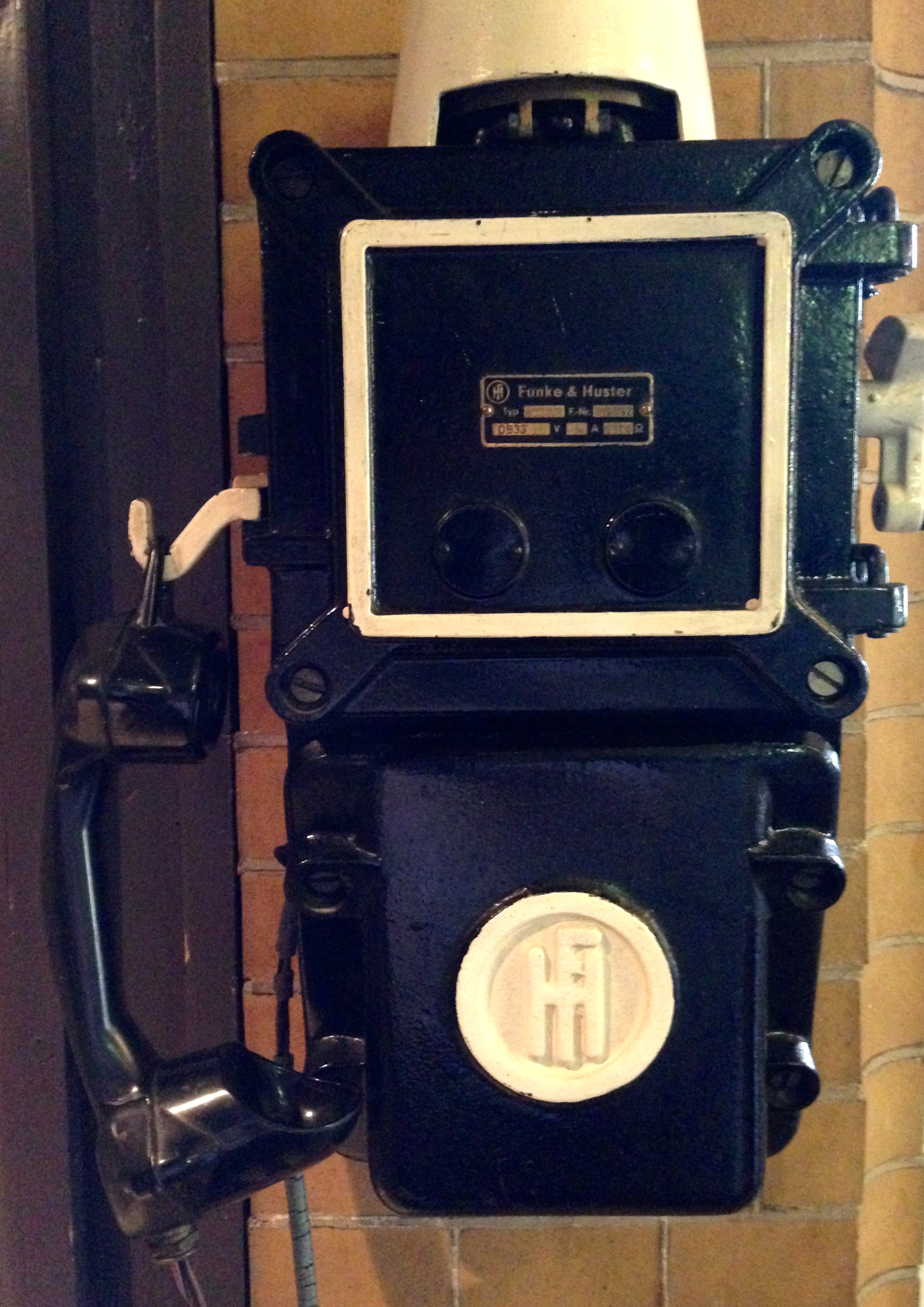
Oude slingertelefoon in Station Lisse

In 1981 was het station decor voor de speelfilm Het meisje met het rode haar met in de hoofdrol Renée Soutendijk als Hannie Schaft.
Het perron aan de spoorzijde richting Haarlem is nog intact, voor een groot deel als terras voor het restaurant (achter glas). Het perron richting Leiden is eind jaren 80 afgebroken. Ook heeft het station vroeger een derde spoor gehad, wat nog steeds te zien is in de vorm van het perron. Iets ten zuiden van station Lisse ligt een klein stuk vierspoorbaan, dat af en toe nog gebruikt wordt, voornamelijk als de Sprinter de Intercity in de weg zit.
Toen in het midden van de jaren '90 NS in de Bollenstreek een nieuw station wilde openen, werd gedacht aan Hillegom of Lisse. Na een paar jaar vergaderen is toen gekozen om Hillegom weer een station te geven.
Medio 2008 heeft de Stichting Kasteel Keukenhof het station met omliggende grond van de NS gekocht. Deze stichting is eigenaar van het Landgoed Keukenhof met de bloemententoonstelling en stelt zich het behoud van dit cultureel erfgoed ten doel. De stichting heeft plannen om het landgoed te revitaliseren waarbij ook de bereikbaarheid via het openbaar vervoer (trein) hoog op de prioriteitenlijst staat.
In 2010 hebben de Nederlandse Spoorwegen en ProRail besloten dat het station niet opnieuw in gebruik zal worden genomen als station of alleen als halte tijdens een evenement. Het is per dag te onvoorspelbaar hoeveel mensen gebruik gaan maken van het station. De kosten wegen niet op tegen de mogelijke baten. Het gebouw, waarin nog veel oude stationselementen bewaard zijn, kan daarom blijvend als restaurant ingericht blijven.